# Северно движение за съпротива
Северно движение на съпротива (на шведски: Nordiska motståndsrörelsen, на норвежки: Nordiske motstandsbevegelsen, на фински: Pohjoismainen vastarintaliike) е неонационалсоциалистическа организация в Северна Европа и политическа партия в Швеция. Организацията има за цел посредством революция да създаде в Северна Европа националсоциалистическа република състояща се от Швеция, Финландия, Норвегия, Дания и Исландия.

## История
В средата на 1990-те години бивши членове на организацията – Бяла арийска съпротива, когато от затвора излизат нейни членове и основават Северното съпротивително движение. През декември 1997 г. шведското движение за съпротива е създадено от хора от Националната организация на младежта (Национална младеж), хора от вестник Folktribunen (The People's Tribune) и бивши членове на Бялата арийска съпротива.